# A Dream of Spring
A Dream of Spring är en planerad roman i fantasy-serien Sagan om is och eld av George R.R. Martin. Boken väntas bli den sjunde och sista romanen i serien.